# Jaakko Valtanen
Jaakko Joukamo Valtanen, född 9 februari 1925 i Tavastehus landskommun, död 17 januari 2024 i Grankulla, var en finländsk militär som år 1983 utsågs till general av infanteriet.
Valtanen deltog i vinterkriget som frivillig stafett och radiotelegrafist och i fortsättningskriget som radiounderofficer. Han tjänstgjorde på 1960- och 1970-talen bland annat inom kustartilleriet, som adjutant för försvarsmaktens kommendör och som chef för de riksomfattande försvarskurserna. Innan Valtanen 1983 utnämndes till kommendör för försvarsmakten, var han generalstabschef 1978–1981 och chef för huvudstaben 1982–1983. Posten som kommendör för försvarsmakten innehade han fram till 1990.

## Utmärkelser
- Finlands Olympiska förtjänstmedalj,  2 december 1952[3]
- Riddartecknet av I klass av Finlands Lejons orden,  4 juni 1965[4]
- Kommendör av Svärdsorden,  14 februari 1974[5]
- Kommendörstecknet av Finlands Lejons orden,  4 juni 1975[6]
- Kommendörstecknet av I klass av Finlands Vita Ros’ orden,  4 juni 1980[7]
- Storkorset av Finlands Lejons orden,  4 juni 1984[8]
- Storkorset av Finlands Vita Ros’ orden,  4 juni 1989[9]
- Storkors av Militärförtjänstorden med vitt band,  16 augusti 1989[10]
- Frihetskorsets storkors,  4 juni 1994[11]
- Minnesmedalj för deltagande i 1941-1945 års krig[12]
- Ungerska folkrepublikens Stjärnans orden[12]
- Knight Commander av Victoriaorden[12]
- Självständighetsorden (Jordanien)[12]
- Storofficer av Nationalförtjänstorden[12]
- Storkors av Sankt Olavs orden[12]
- Kommendör med stora korset av Nordstjärneorden[12]
- Kommendör med stjärna av Republiken Polens förtjänstorden[12]
- Frihetskorsets 4. klass[12]
- Militärens förtjänstmedalj[12]
- Kommendör av Legion of Merit[12]
- Försvarsgillenas förtjänstmedalj[12]
- Gränsbevakningsväsendets förtjänstkors[12]
- Polisens förtjänstkors[12]
- Krigsinvalidernas förtjänstkors[12]
- Storkors av Dannebrogorden[12]
- Förtjänstmedaljen för befolkningsskyddsarbete av 1. klass med spänne[12]
- Vinterkrigets minnesmedalj[12]
- Finlands Reservofficersförbunds förtjänstmedalj i guld med spänne[12]
- Reservistförbundet – Reservunderofficers-förbundets förtjänstkors med spänne[12]
- Kadettkårens förtjänstmedalj[12]

[Redigera Wikidata]